# Лихтенштајн на Европском првенству у атлетици на отвореном 1938.
Лихтенштајн је дебитовао на 2. Европском првенству у атлетици на отвореном 1938. одржаном стадиону Коломб у Паризу од 3. до 5. септембра  Репрезентацију Лихтенштајна представљала су 2 атлетичара који су се такмичили у три дисциплине.
На овом првенству представници Лихтенштајна нису освојио ниједну медаљу, нити је оборен неки рекорд. Није их било и на табели успешности пошто се нису пласирали у финала дисциплина у којим су учествовали.

## Учесници
- Ксавер Фрик, 100 метара
- Оскар Оспелт, Бацање диска, Бацање копља

## Резултати

### Мушкарци
| Атлетичар    | Дисциплина                 | Лични рекорд | Квалификације | Квалификације | Полуфинале           | Полуфинале           | Финале               | Финале  | Детаљи |
| Атлетичар    | Дисциплина                 | Лични рекорд | Резултат      | Место         | Резултат             | Место                | Резултат             | Место   | Детаљи |
| ------------ | -------------------------- | ------------ | ------------- | ------------- | -------------------- | -------------------- | -------------------- | ------- | ------ |
| Ксавер Фрик  | 100 м                      |              | 12,5          | 6. у 2. гр.   | Није се квалификовао | Није се квалификовао | Није се квалификовао | 20 / 20 | [ 1 ]  |
| Оскар Оспелт | бацање диска               | 43,36        |               |               |                      |                      | 39,80                | 15 / 16 | [ 1 ]  |
| Оскар Оспелт | бацање диска (стари модел) |              | 58,83 ЛР      | 8 / 11 (12)   | [ 1 ]                |                      |                      |         |        |

## Биланс медаља Лихтенштајна после 2. Европског првенства на отвореном 1934—1938.
|     | ЕП     |                 |                 |                 |                 | УП |
| 1.  | 1934.  | није учествовао | није учествовао | није учествовао | није учествовао | -  |
| 2.  | 1938.  | 0               | 0               | 0               | 0               | -  |
| 1-2 | Укупно | 0               | 0               | 0               | 0               | О  |
| --- | ------ | --------------- | --------------- | --------------- | --------------- | -- |

|                                        | Атлетичар-ка                           |                                        |                                        |                                        |                                        |                                        |
| Није било вишеструких освајача медаља. | Није било вишеструких освајача медаља. | Није било вишеструких освајача медаља. | Није било вишеструких освајача медаља. | Није било вишеструких освајача медаља. | Није било вишеструких освајача медаља. | Није било вишеструких освајача медаља. |
| -------------------------------------- | -------------------------------------- | -------------------------------------- | -------------------------------------- | -------------------------------------- | -------------------------------------- | -------------------------------------- |